# Língua lapônica de Ume
Lapão de Ume (em lapão de Ume: ubmisámegiella; em sueco: umesamiska) é uma das línguas lapônicas mais perto da extinção, pois é falada por só 20 pessoas, na Suécia, ao redor do Rio Ume a norte de Arjeplog e Arvidsjaur. Apesar de contar com pouquíssimos falantes, foi nele que se publicou os primeiros livros em lapão no século XVII. É semelhante ao lapão do Norte e o lapão do Sul, pertencendo em sentido lato ao lapão do Sul. Recebeu recentemente uma ortografia oficial (2016) e um primeiro vocabulário.